# خولة القزويني
خولة القزويني (1963-) (بالإنجليزية: Khawla al-Qazwini) روائية كويتية وباحثة في قسم البحوث والبرامج بإدارة المكتبات وكاتبة صحفية في كل من آفاق الجامعية عام 1986 - 1987؛ صوت الخليج عام 1997-1998؛ القبس اليومية منذ عام 1989 وحتى الآن؛ مجلة العصر؛ مجلة اليقظة؛ مجلة دلال. كما أنها عضوة في رابطة الأدباء في الكويت؛ وفي جمعية الصحافيين الكويتية؛ وفي الشبكة العالمية للمرأة المُسلمة؛ وعضوة في رابطة الأدب الإسلامي الرياض.

## عن حياتها
وُلدت خولة صاحب سيد جواد القزويني في مدينة الكاظمية بالعراق في 8 فبراير عام 1963م، وهي من عائلة متدينة، فجدها سيد جواد القزويني كان مرجع الشيعة في الكويت، وقد نشأت وترعرت مع والدها صاحب سيد جواد القزويني الذي استقر معها في النجف لعدة سنوات، واستفاد من كبار علماءها، ثم عاد إلى الكويت مع ابنته وأهله لممارسة حياته الطبيعية، وهنا بدأت خولة القزويني بالقراءة لكتب الشهيدة بنت الهدى، وتأثرت بها كثيراً، وقامت بتحليل شخصية الكاتبة وراحت تصقل موهبتها عبر قراءة مكثفة. وكانت تميل إلى قراءة القصص والروايات العربية والعالمية، مثل كتب المنفلوطي، وقد تأثرت كثيرا بأسلوبه ومفرداته اللغوية وتعابيره الدقيقة الوصفية، تبعها قراءة كتب نجيب محفوظ ويوسف إدريس وإحسان عبد القدوس و كتب الدكتورة بنت الشاطئ، ومصطفى أمين، وامتدت قراءتها إلى الروائيين العالميين لتتخذ من كل كاتب سمة يختص بها دون غيره من الكتاب، ففكرت أن تكتب في الصحف والمجلات تحت أسماء مستعارة، ونشرت أول قصة لها على صفحات جريدة السياسة، كما بدأت الكتابة من صحيفة “آفاق الجامعية”، ومضت تواصل الكتابة في الصحف اليومية، حتى جاءتها الفرصة لتكون كاتبة ثابتة في مجلة “صوت الخليج”، وعرض عليها أن تكون محررة باب “المرأة والأسرة”، وصحيفة الجامعة أعطتها باب “إسلاميات”، واتسعت تجربتها “لاختلاطها بالناس والتوسع في آفاق التفكير”. 

## مٌؤلفاتها
- أسرار السعادة الزوجية 2017[6]
- عندما يفكر الرجل 2009[7]
- مذكرات مغتربة 1995
- رجل تكتبه الشمس 2006
- سيدات وآنسات 2006[8]
- البيت الدافئ
- هيفاء تعترف لكم 2001
- حكايات نساء في العيادة النفسية.
- جراحات الزمن الرديء 2002
- مطلقة من واقع الحياة 2006
- حديث الوسادة 2008
- نساء ناجحات[9]
- أهلاً..سيادة الرئيس[10]
- بيني وبينك حكاية
- زينب بنت الأجاويد 2011[11]
- امرأة من زمن العولمة 2001
- مذكرات امرأة من كوكب الزهرة 2015[12]
- البيت السعيد 2010[13]
- أسرار المرأة.
- رسائل من حياتنا رسائل من حياتنا 2002
- مرايا الحياة 2013[14]
- أسرار الزوجات[15]
- رومانسيات[16]
- امرأة من زمن العولمة
- 100 نصيحة لسعادتك الزوجية
- الثقة بالنفس عند الطالب أحد مقومات النجاح
- كيف نقرأ كتابا؟
- كيف تصنع إنسانا قارئًا؟ " 2000.
- دراسة: " جودة التعليم في المرحلة الابتدائية 1998.
- دعم التعليم من قبل المشاريع الاقتصادية الخاصة 1999.
- مقومات التعليم الإبداعي في مراحل التعليم العام كما يدركها المعلمون 2000.
- ظاهرة الكذب عند الأطفال.